# HD 43396
HD 43396，又名BD-20 1336，SAO 171458、HR 2242，是一颗恒星，视星等为5.91，位于銀經227.51，銀緯-16.84，其B1900.0坐标为赤經6h 10m 50.3s，赤緯-20° -16.84′ 29″。